# بعوض الخشب
بعوض الخشب أو أنسوبيات أو بعوض النافذة أو فصيلة رايفيدي (الاسم العلمي Anisopodidae)، هي فصيلة حشرات من رتبة ذوات الجناحين. أجناسها وأنواعها المعروفة متوسطة العدد منتشرة في معظم مناطق البلاد الحارة والمعتدلة الحرارة. أجسامها تطول من 6 إلى 12 مم. رؤوسها شبه مكورة. عيونها متقاربة أو متلاصقة عند الذكور، متباعدة عند الإناث. جميعها ثلاثية الزئام. زباناها قصيران، متساوية عند الشقين، مركبة من 16 فصلة. ملامسها مستطيلة. كواسلها شبه بيضية الشكل. رواشنها ملونة. قوائمها مستطيلة. ظنابيبها مجهزة بمناخس حادة. يرقاتها سلكية، دودية الانتقال، تعيش على المواد النباتية المنحلة.